# Tough as Steel Tour 2023
Tough as Steel Tour 2023 è un tour degli Wolfsbane.

## Band
- Blaze Bayley - voce
- Jason Edwards - chitarra
- Jeff Hateley - basso
- Steve "Danger" Ellett - batteria

## Date
- 24 novembre 2023, Crumlin, The Patriot[2]
- 25 novembre 2023, Huddersfield, The Parish[3]
- 26 novembre 2023, Norwich, The Brickmakers & B2[4]
- 28 novembre 2023, Nottingham, The Rescue Rooms[5]
- 30 novembre 2023, Newcastle, The Cluny
- 01 dicembre 2023, Bedford Esquires[6]
- 03 dicembre 2023, Birmingham The Asylum[7]
- 05 dicembre 2023, Sheffield The Greystones[8]
- 06 dicembre 2023, Southampton The Joiners
- 07 dicembre 2023, Blackpool The Waterloo Music Bar[9]
- 08 dicembre 2023, Londra The Water Rats[10]